# Administración Institucional de Servicios Socioprofesionales
La Administración Institucional de Servicios Socioprofesionales (AISS) fue un organismo público español creado en 1976 que se hizo cargo del personal, de los servicios y del patrimonio pertenecientes a la Organización Sindical Española, más conocida como «Sindicato Vertical».

## Historia
La AISS fue creada por decreto ley el 8 de octubre de 1976, en el contexto de la Reforma política de Adolfo Suárez. Su creación se produjo como un primer paso la disolución de la Organización Sindical Española, el sindicato único durante el franquismo, el cual transfirió a la AISS su administración y patrimonio. El organismo pasó a depender directamente de la Presidencia del Gobierno. Entre aquellos servicios que prestaba AISS se encontraban los propios del órgano sindical, pero también servicios de tipo asistencial o los sujetos al órgano «Educación y Descanso». A su cargo quedaron unos 32.000 funcionarios del Sindicato vertical. Sin embargo, este nuevo organismo iba a tener una vida muy corta. Un decreto ley del 2 de junio de 1977 estableció que todo el personal de la AISS pasaría a integrarse en la Administración General del Estado. La misma ley decretó la transferencia de servicios de AISS a otros organismos o ministerios, lo que supuso la extinción progresiva del organismo autónomo. Buena parte del personal de los antiguos sindicatos franquistas —letrados, auxiliares, ordenanzas, etc.— fue recolocado entre la administración de algunos ministerios.